# Саксен-Кобург-Готське герцогство
Са́ксен-Ко́бург-Го́тське герцогство (нім. Herzogtum Sachsen-Coburg und Gotha) — держава, що існувала з 1826 по 1918 рік на території Німеччини, і складалась з Саксен-Кобурзького і Саксен-Готського герцогств, що знаходились в особистій унії.

## Герцогство
Герцогства Саксен-Кобург і Саксен-Гота керувались Ернестською лінією династії Веттінів. В 1826 році після смерті останнього герцога Саксен-Гота-Альтенбурзького, що не мав спадкоємців, герцогство Саксен-Гота повинно було відійти Ернсту I, герцогу Саксен-Кобург-Заальфельдському.
Ернст I помер в 1844 році після чого на трон вступив його син Ернст II. Під час його правління герцогство уклало з Пруссією військову конвенцію (1862), а пізніше воювало на стороні монархії Гогенцоллернів в австро-прусській війні1866—1867 років.
В 1893 році Ернст II помер не маючи нащадків, тому герцогство було передане потомкам Альберта Саксен-Кобург-Готського, чоловіка королеви Вікторії, брата Ернста. Конституція герцогства виключала можливість наслідування престолу королем Великої Британії і його прямими нащадками. Тому принц Уельський Едуард відмовився від права на престол герцогства на користь свого молодшого брата Альфреда, герцога Единбургського. Син Альфреда та Марії Олександрівни, також Альфред, вчинив самогубство в 1899 році, і після смерті герцога в 1900 на трон сів його шістнадцятирічний племінник, герцог Олбані Карл Едуард. До повноліття Карла Едуарда в 1905 герцогством керував наслідний принц Гогенлое-Лангенбурсьский. Після Першої світової війни парламент Великої Британії прийняв закон, згідно з яким герцог був позбавлений усіх британських титулів за участь у військових діях проти Об'єднаного Королівства.
Карл Едуард правив до 18 листопада 1918, коли його скинула Листопадова революція. Після цього Саксен-Кобург та Саксен-Гота стали окремими державами в складі Веймарської республіки, які стали незабаром частиною: Саксен-Кобург — Баварії, а Саксен-Гота, об'єднавшись з іншими малими державами, — Тюрингії.